# Parinacota (ville)
Pour les articles homonymes, voir Parinacota.

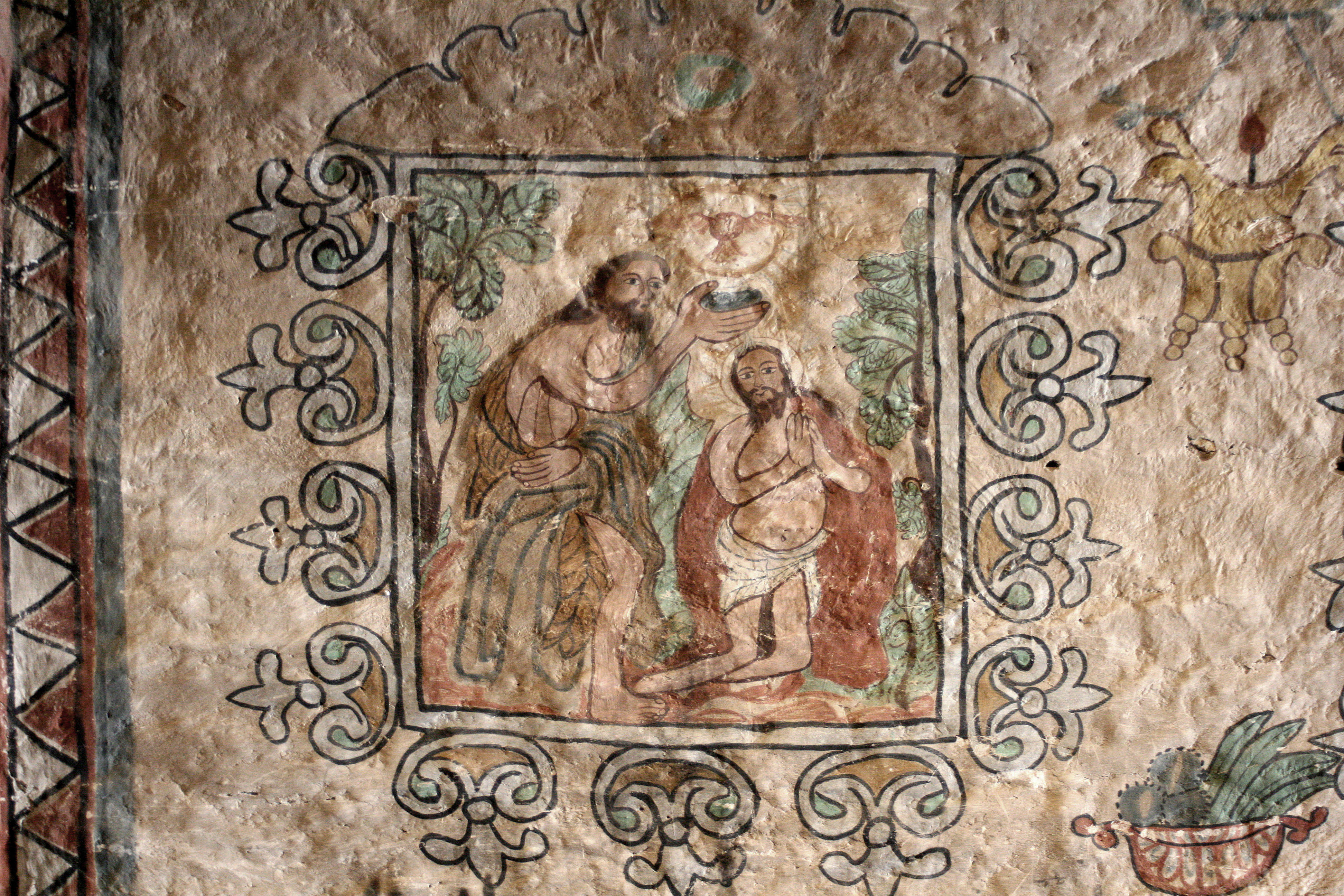
Fresque baptême

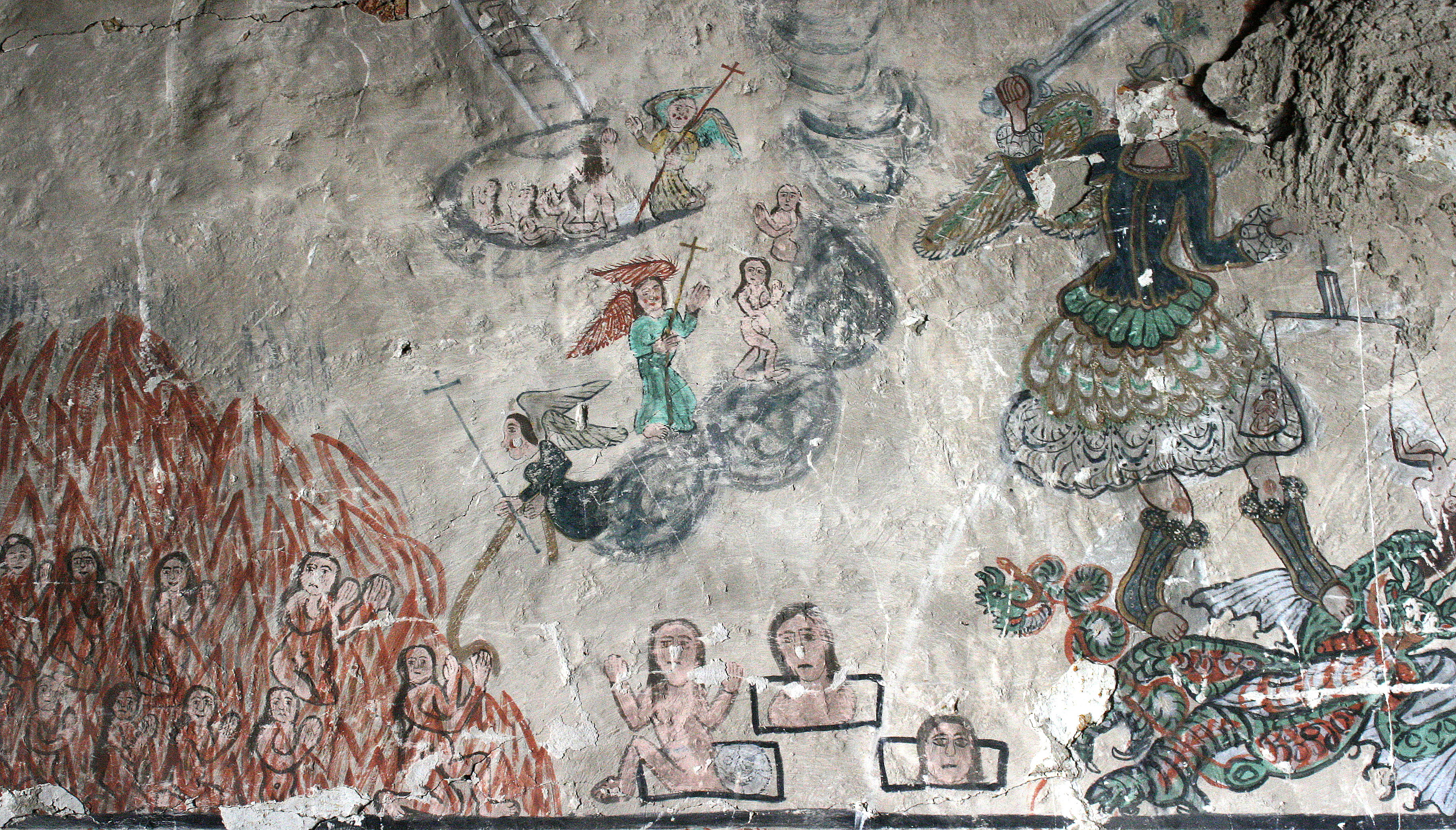
Fresque jugement dernier

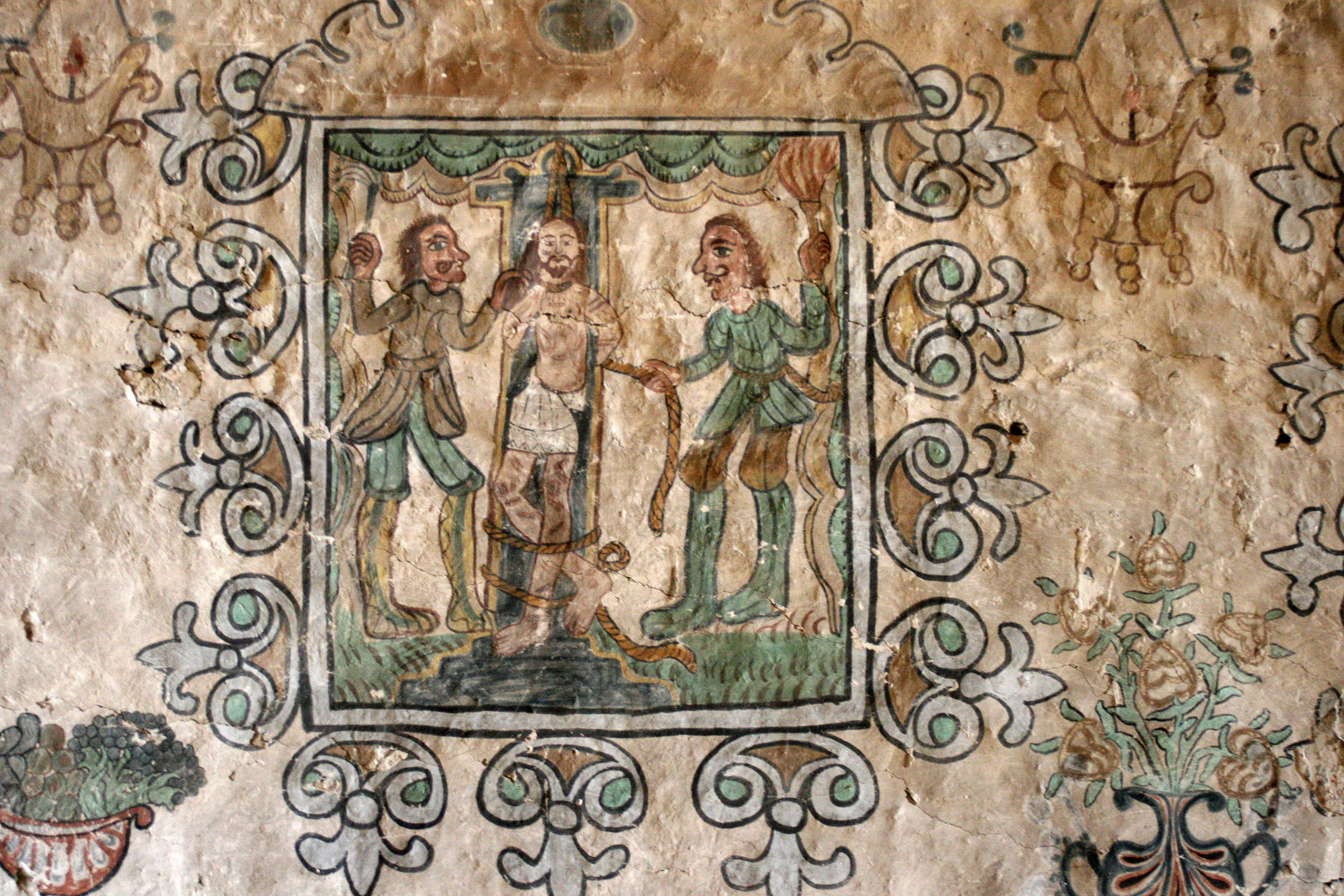
Fresque crucifixion

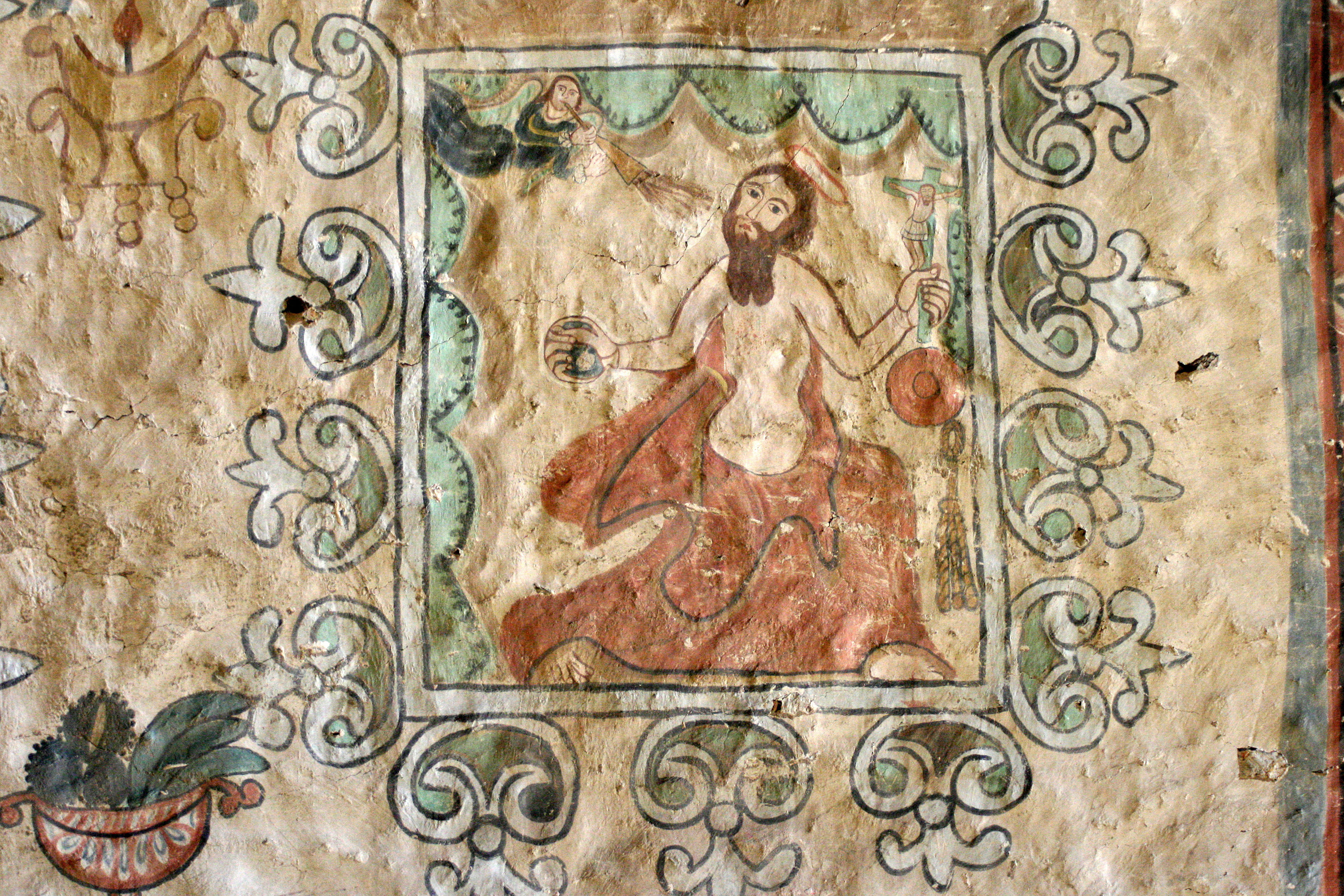
Fresque résurrection

Parinacota est un hameau de la ville de Putre dans la province de Parinacota, en Arica et Parinacota, au Chili. Selon le recensement de 2002 elle comptait 29 habitants. Avec ses 4 400 mètres d'altitude, elle est la plus haute commune du Chili. Elle se trouve dans le parc national Lauca.